# دايم (نقود أمريكية)
دايم قطعة نقود أمريكية بقيمة عشرة سنتات أو 0.1 من الدولار الأمريكي. الدايم هو أصغر العملات الأمريكية المتداولة حاليا حجما وأقلهم سمكا. تظهر صورة الرئيس فرانكلين روزفلت على وجه التصميم الحالي للعملة، بينما يظهر مشعل وفرع شجرة بلوط وغصن زيتون تغطي شعار الوحدة في التنوع على ظهرها.
بدأ صك عملة الدايم بتكليف من قانون العملة 1792، وبدأ الإنتاج في 1796.

## التاريخ
يعود أول اقتراح معروف لنظام العملات العشرية في الولايات المتحدة الأمريكية إلى عام 1783، حيث قدمه كل من توماس جيفرسون وبنجامين فرانكلين وألكسندر هاميلتون وديفيد ريتنهاوس. وقد أصدر ألكسندر هاميلتون أول وزير خزانة في الولايات المتحدة الأمريكية ست عملات فضية من هذا النوع في عام 1791 كان من بينها أول عملة تعادل 0.1 من الدولار الأمريكي.

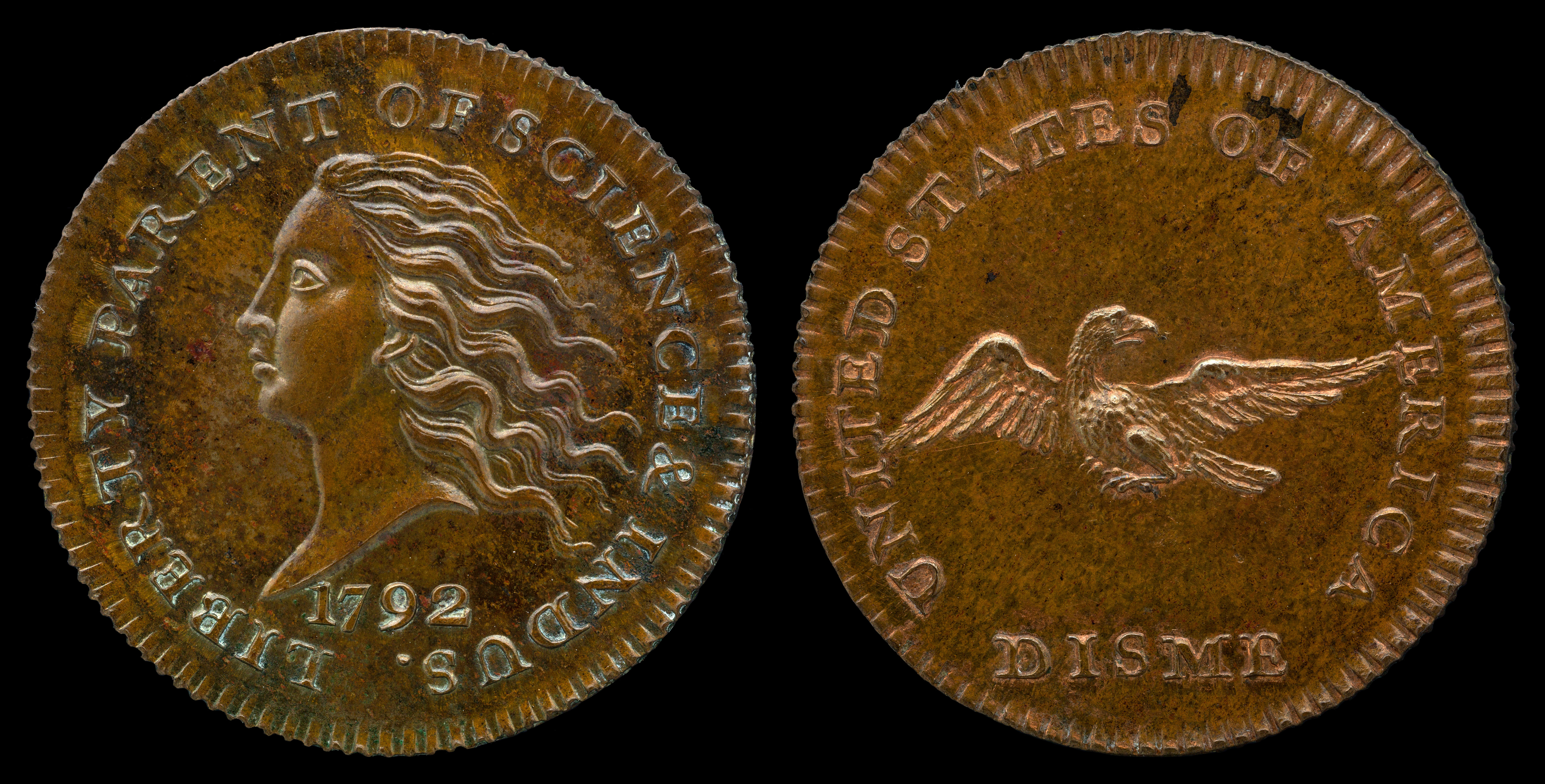
إصدار عام 1792

قسم قانون العملات الأمريكي لعام 1792 الدولار الأمريكي الواحد إلى أجزاء ذات قيم أصغر من العملات المعدنية هي: الدايم ويساوي 0.1 من الدولار، والسنت ويساوي جزءًا 0.01 من الدولار، والميل ويساوي 0.001 من الدولار. كانت عملة الدايم تصنع بنسبة 89.24٪ من الفضة، ونسبة 10.76٪ نحاس، وتكون صغيرة الحجم ورقيقة حتى لا تتجاوز تكلفة العملة قيمتها الإسمية. لم تعد الفضة مستخدمة في إنتاج عملات الدايم منذ صدور قانون العملات لعام 1965، واصبحت تتكون من نواة من النحاس النقي تكسوها طبقة خارجية تحتوي على 75٪ من النحاس، و 25٪ من سبائك النيكل. لم تطرح عملات الدايم للتداول في المعاملات العامة حتى عام 1796.
يبلغ قطر عملة الدايم حاليًا 0.705 بوصة (أي ما يعادل 17.91 ملليمتر)، ويبلغ سمكها 0.053 بوصة (ما يعادل حوالي 1.35 ملليمتر). وتصل تكلفة إنتاج الدايم الواحد إلى 5.65 سنتًا.
بدأت دار سك العملة الأمريكية منذ عام 1992 وبشكلٍ سنوي في إصدار مجموعات من دايمات ما قبل عام 1965 التي تحتوي على نسبة 90٪ من الفضة، و 10٪ من النحاس مخصصة لهواة جمع العملات فقط وليست مخصصة للتداول.

## التصميم
صدرت ستة أشكال من عملات الدايم المعدنية على مر السنوات منذ أن تم طرحها للتداول لأول مرة في عام 1796.

### إصدار ما بين عامي 1796-1807

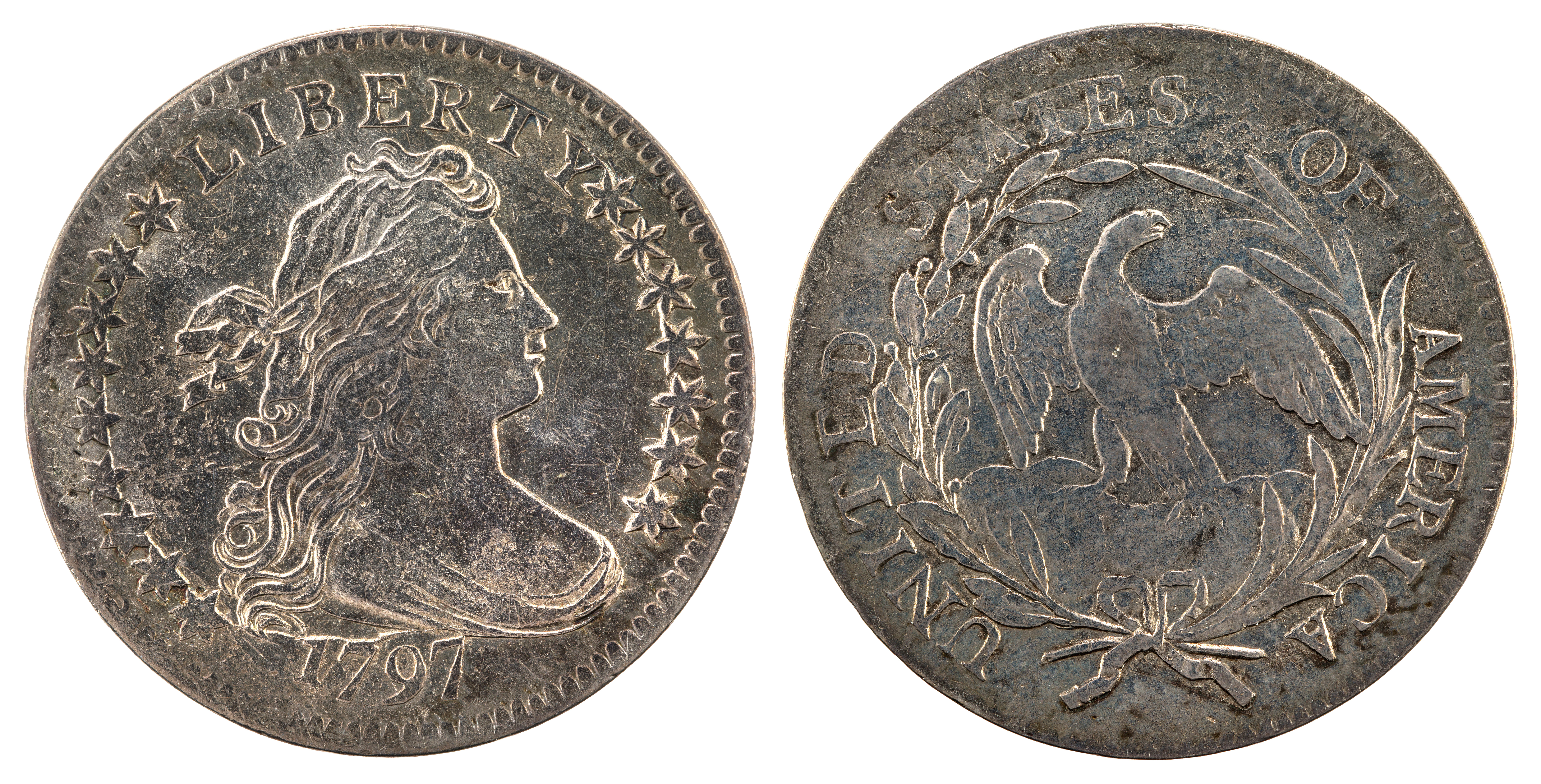
إصدار عام 1796 من عملة الدايم بصورة السيدة ليبرتي على الوجه الأمامي وصورة النسر الصغير على الوجه الخلفي للعملة

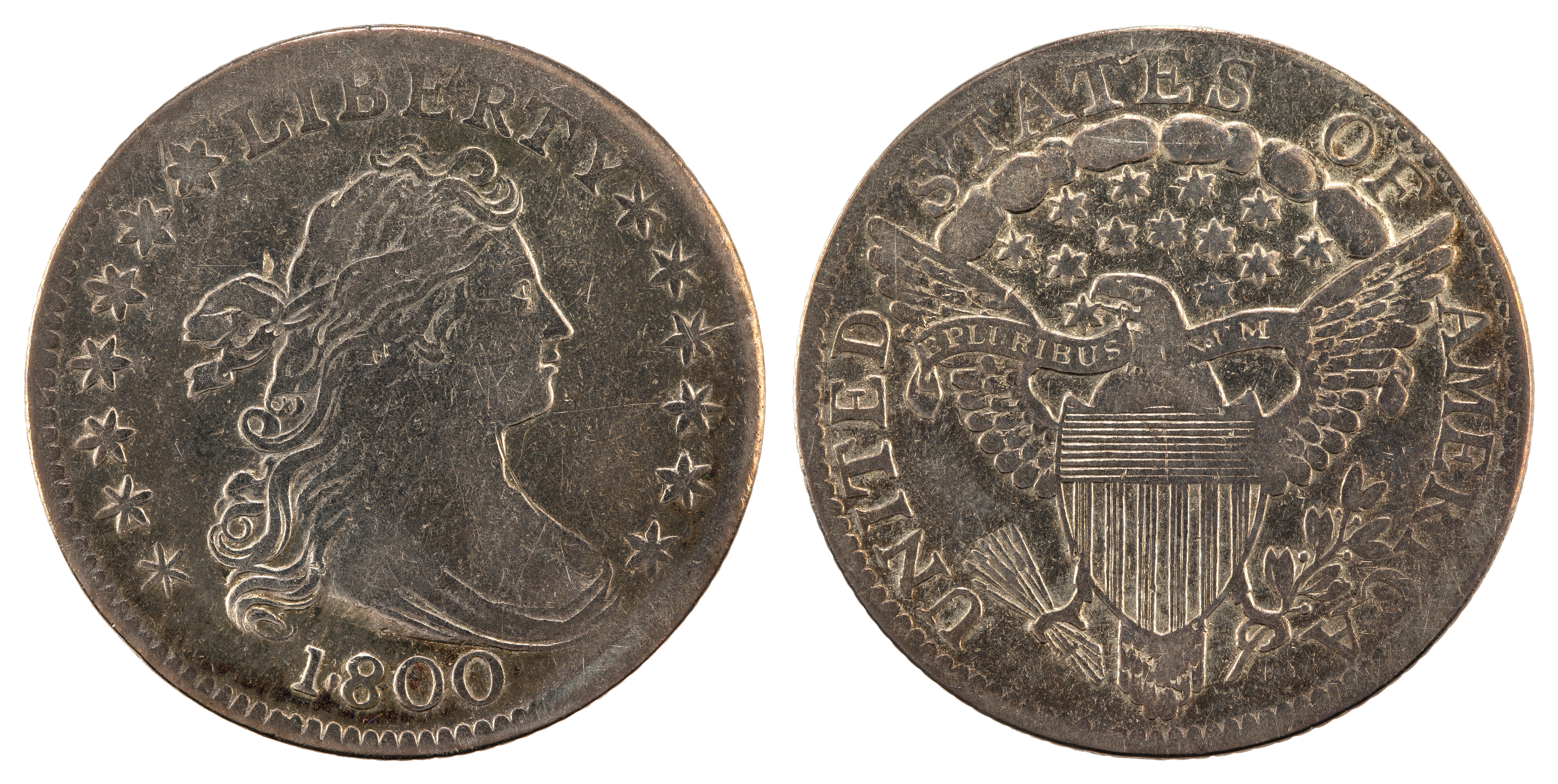
عملة دايم تعود إلى عام 1800 حيث استبدل النسر الصغير بنسر هيرالدي كبير

كان هذا الإصدار من تصميم روبرت سكوت رئيس دار سك العملة آنذاك. كانت صورة السيدة ليبرتي التي رسمها جيلبرت ستيوارت والتي تمثل السيدة آن ويلينج بينغهام، وهي ناشطة اجتماعية في فيلادلفيا، وزوجة رجل الدولة الأمريكي ويليام بينغهام، تظهر على الوجه الأمامي لأول عملة دايم طرحت للتداول تجاريًا في عام 1796 وحتى عام 1807 محاطة ب15 نجمة تمثل عدد الولايات الأمريكية في ذلك الوقت، بينما ظهر النسر الأمريكي الأصلع الصغير محاطًا بأغصان الزيتون والنخيل على الوجه الآخر من العملة، استبدل النسر الصغير بعد ذلك بصورة النسر الهيرالدي. لم يكن تصميم أي من وجهي العملة يشير إلى قيمتها.

### إصدار ما بين عامي 1809–1837

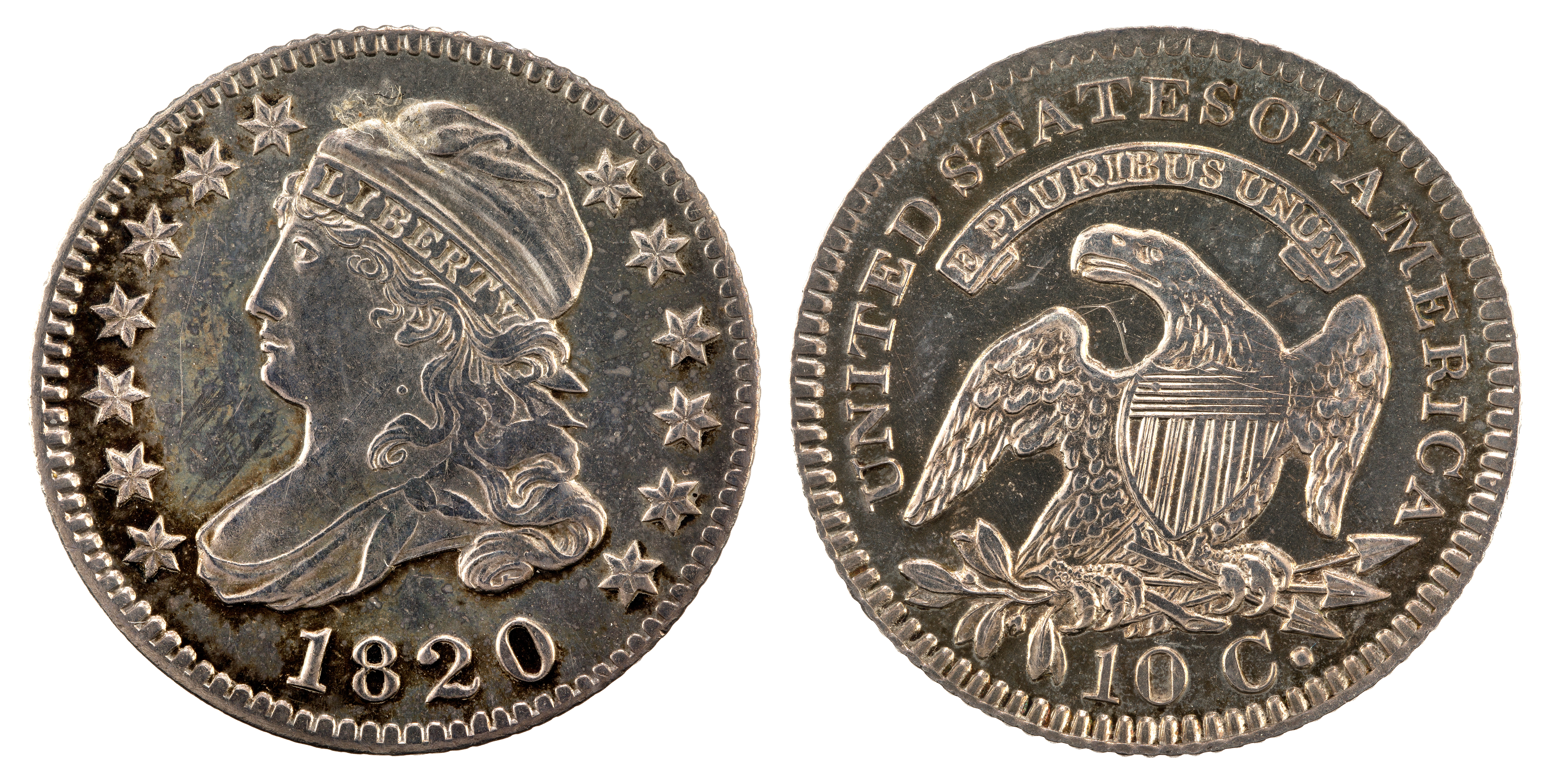
عملة دايم من الإصدار الثاني تعود إلى عام 1820

طرح الإصدار الثاني من عملات الدايم ذات الشكل الجديد لكلا الوجهين من تصميم جون رايش في عام 1809، وكان أول دايم تكتب قيمته على أحد وجهي العملة. يظهر على الوجه الأمامي للعملة تمثال نصفي متوج، بينما يظهر على الوجه الخلفي للعملة نسر أصلع يمسك بثلاثة أسهم (ترمز إلى القوة) وغصن زيتون (يرمز إلى السلام)، ويغطي صدر النسر درع أمريكي بستة خطوط أفقية و 13 شريطًا رأسيًا (يرمز للمستعمرات الأمريكية الأصلية الثلاثة عشر).

### إصدارات ما بين عامي 1837–1891

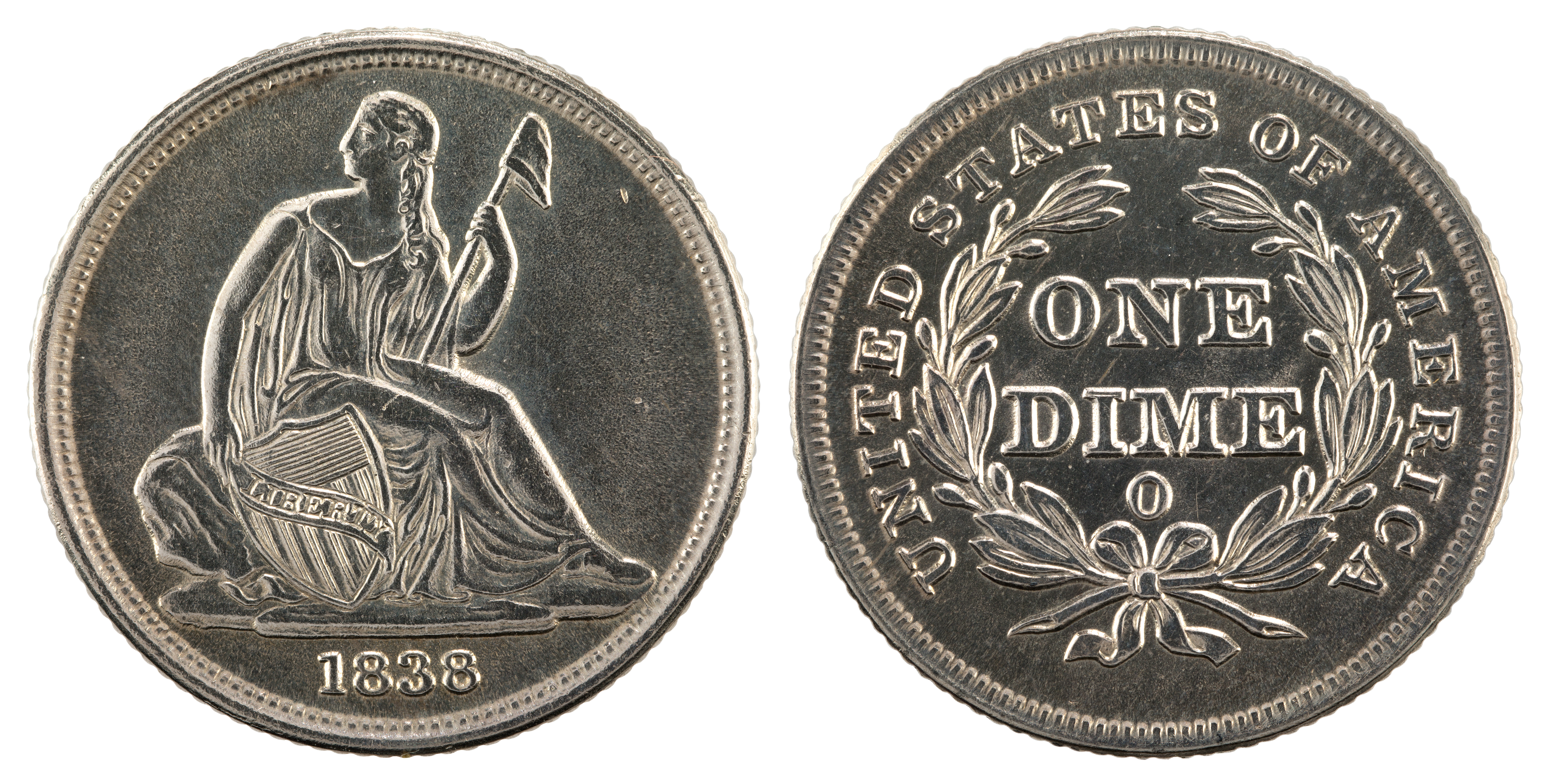

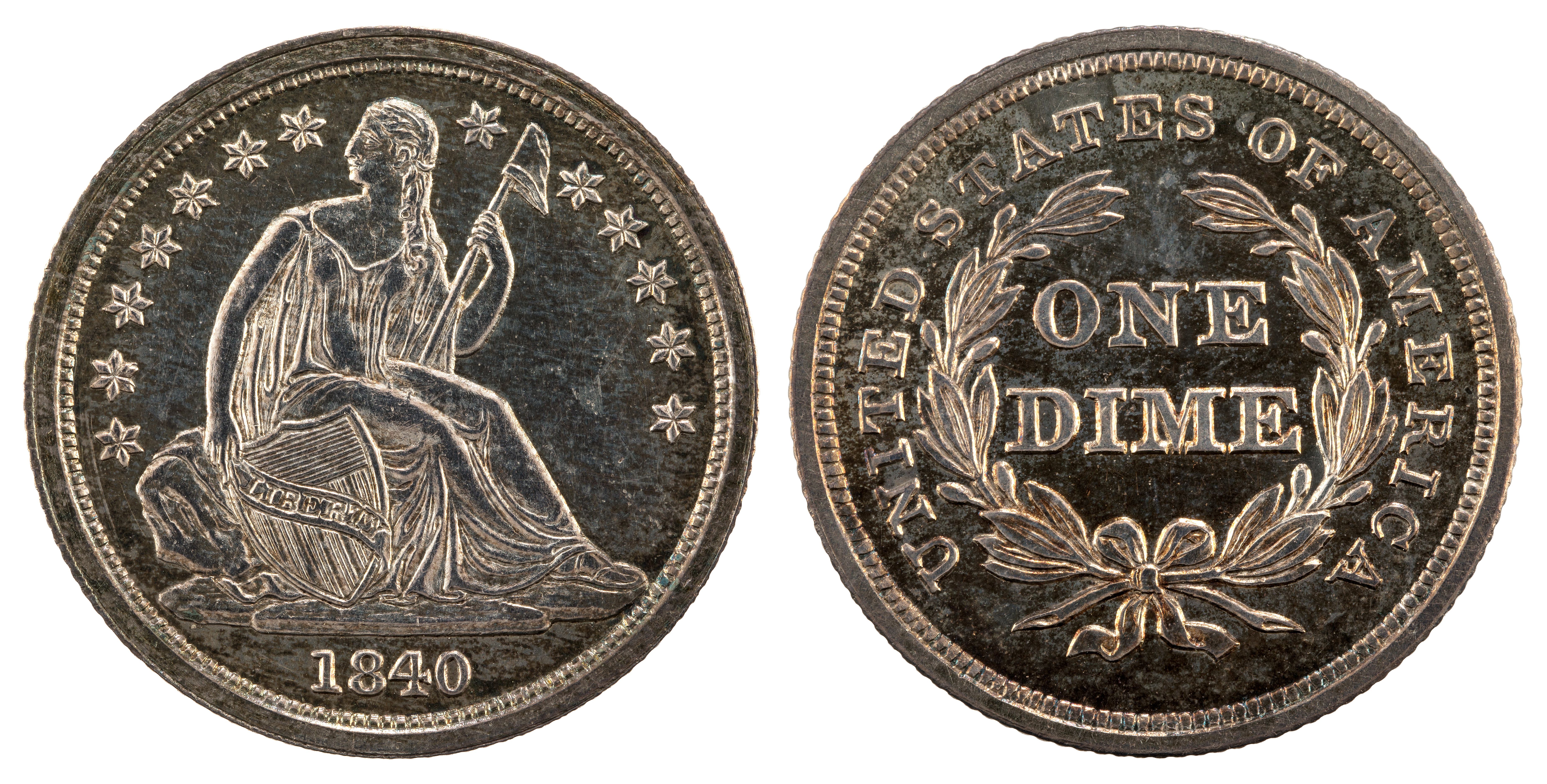

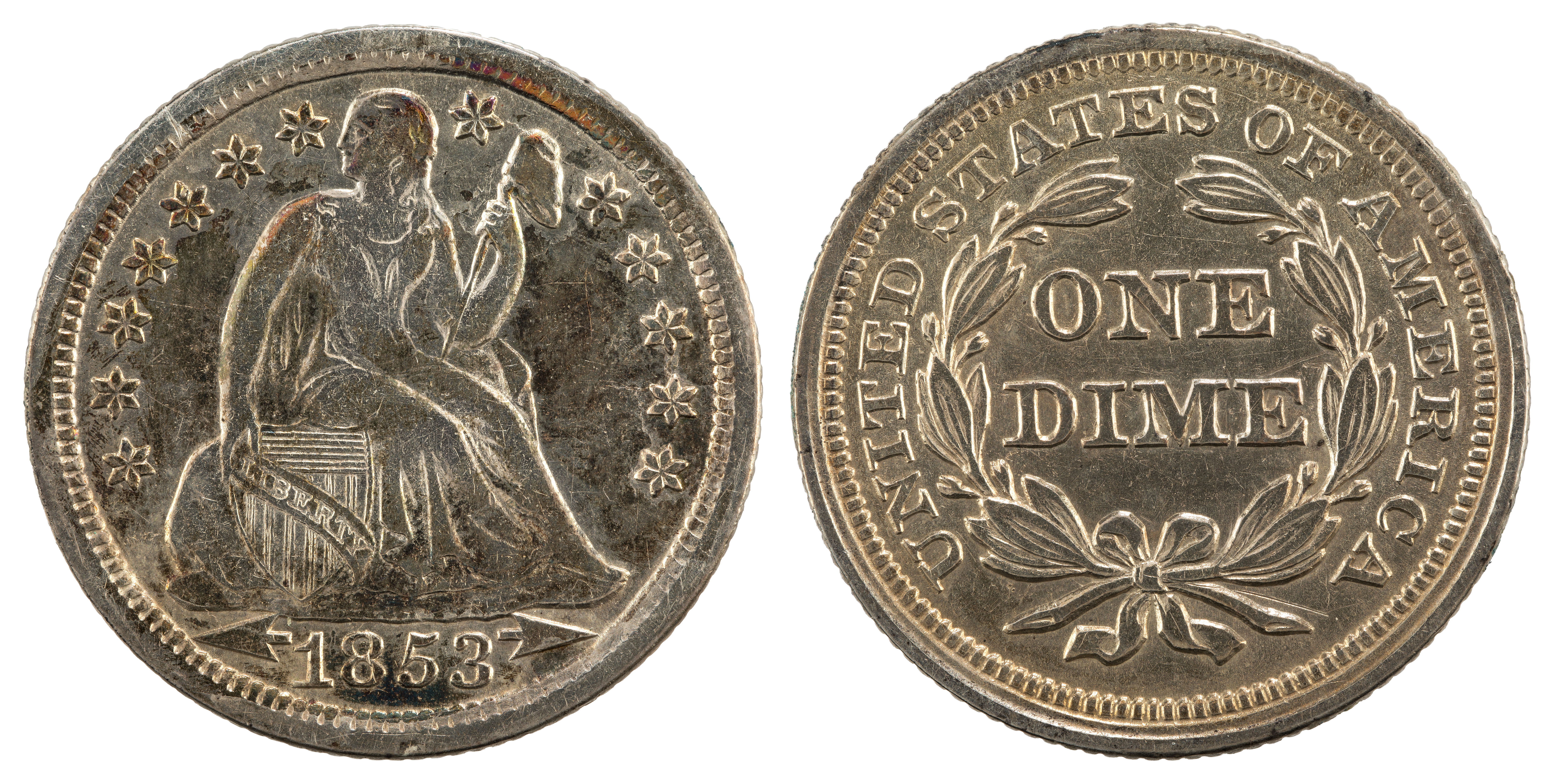

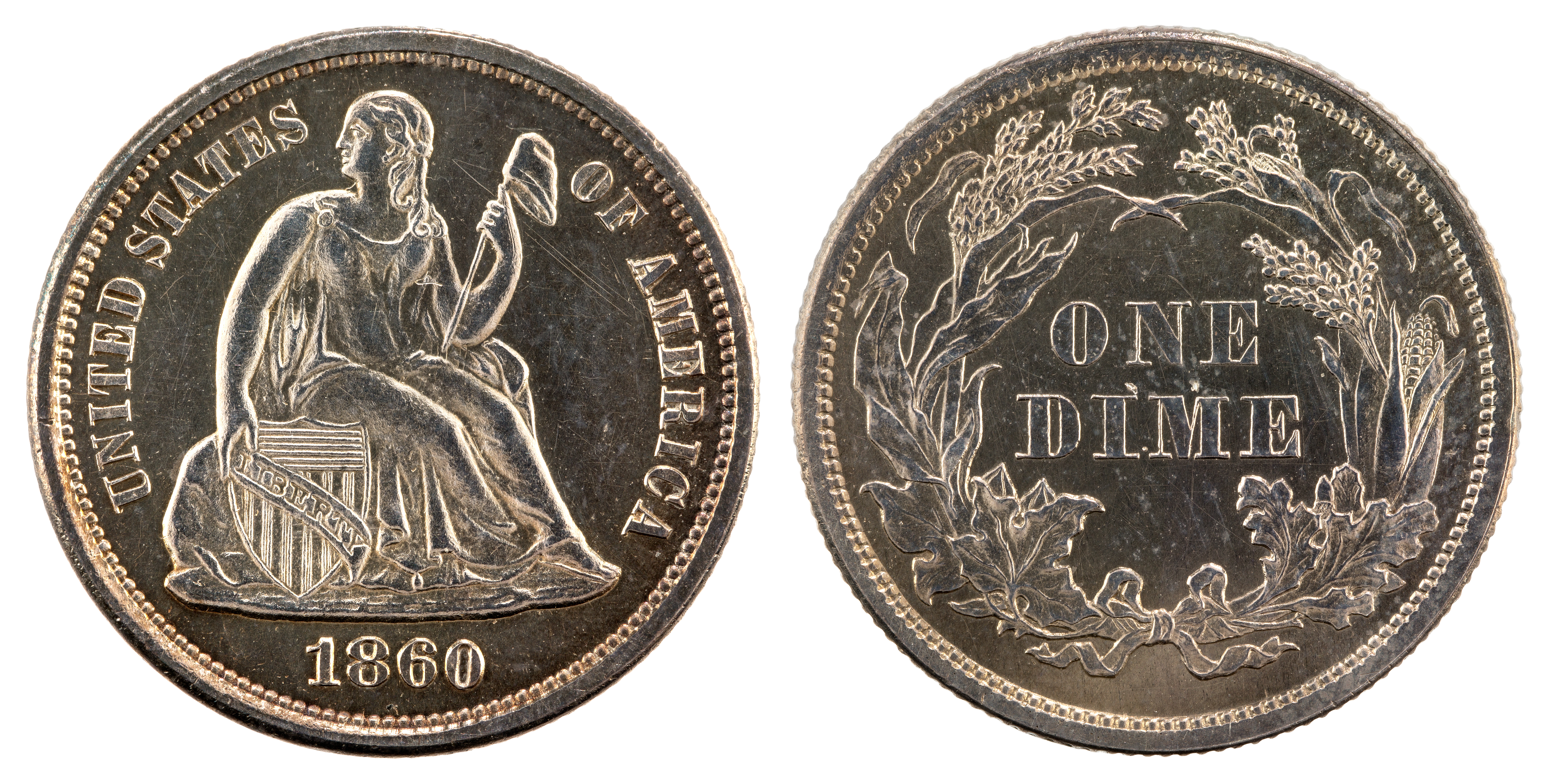

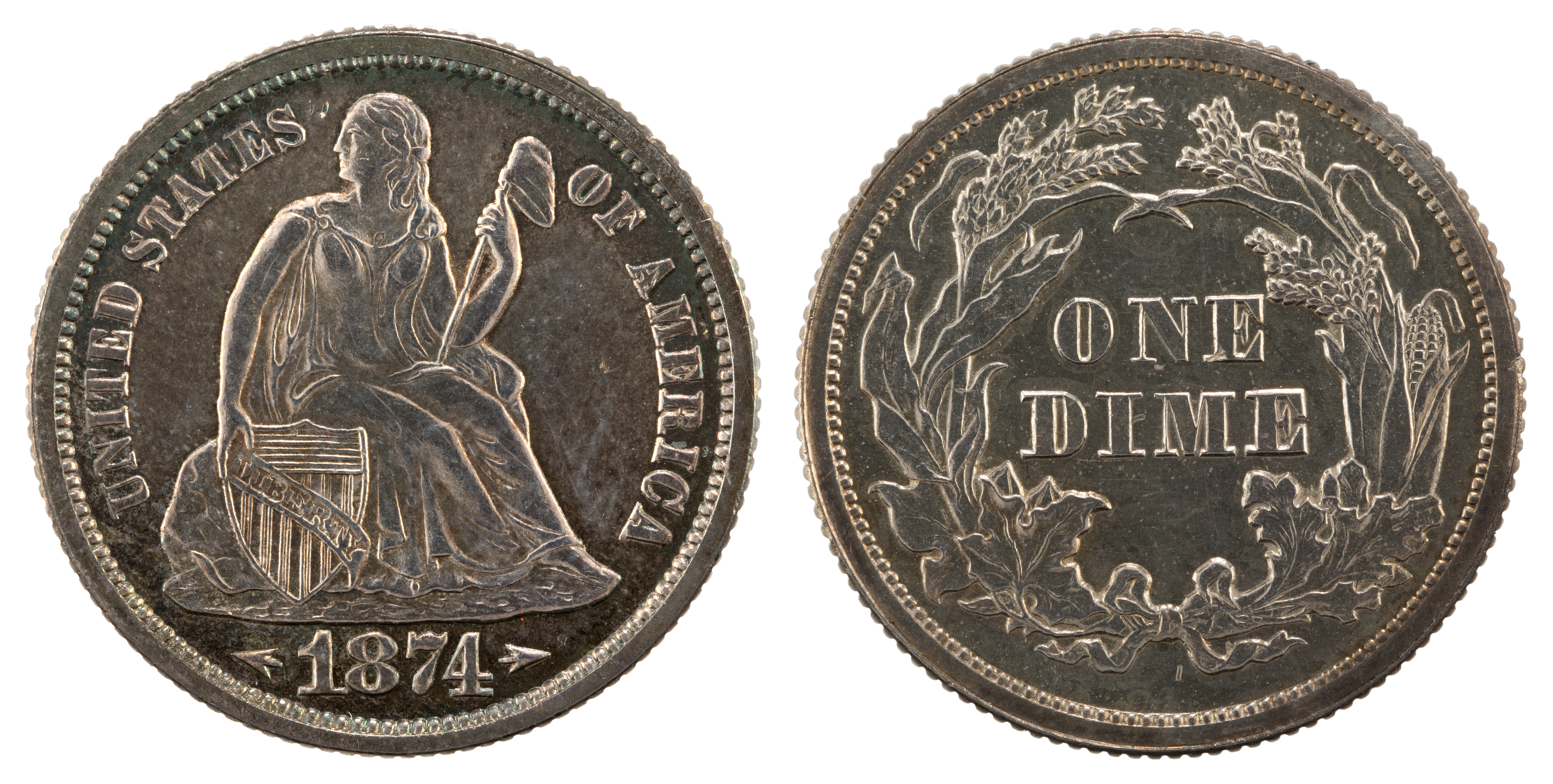

تميز تصميم الإصدار الثالث من عملة الدايم بصورة السيدة ليبرتي الجالسة على صخرة ترتدي فستانًا مع قبعة الحرية، وتحمل عصا، وتمسك في يدها اليمنى درعًا على وجه العملة الأمامي، وهو التصميم الذي وضع بعد ذلك على كل العملات الأمريكية المعدنية التي صدرت في تلك الفترة. أما الوجه الخلفي من العملة فقد كتبت عليه قيمة العملة «دايم واحد» محاطة بإكليل من الغار. كانت العملة من تصميم كريستيان غوبريشت، وتحتوي على 90٪ منها فضة و10٪ منها نحاس، وبلغ قطرها 17.9 ملليمتر (حوالي 0.705 بوصة)، وهو الحجم والتكوين الذي استمر حتى عام 1965 قبل أن تزال الفضة تمامًا من العملات المعندنية في الولايات المتحدة الأمريكية وتستبدل بالنحاس المطلي بسبيكة النحاس مع النيكل.
عدل تصميم هذا الإصدار من العملة عدة مرات، ففي عام 1838 أضيفت ثلاثة عشر نجمة (ترمز إلى المستعمرات الثلاثة عشر الأصلية) حول صورة السيدة الجالسة، كما استبدل إكليل الغار على الوجه الآخر إلى بإكليل من أوراق الذرة والقمح والقيقب والبلوط.

### إصدار ما بين عامي 1892–1916

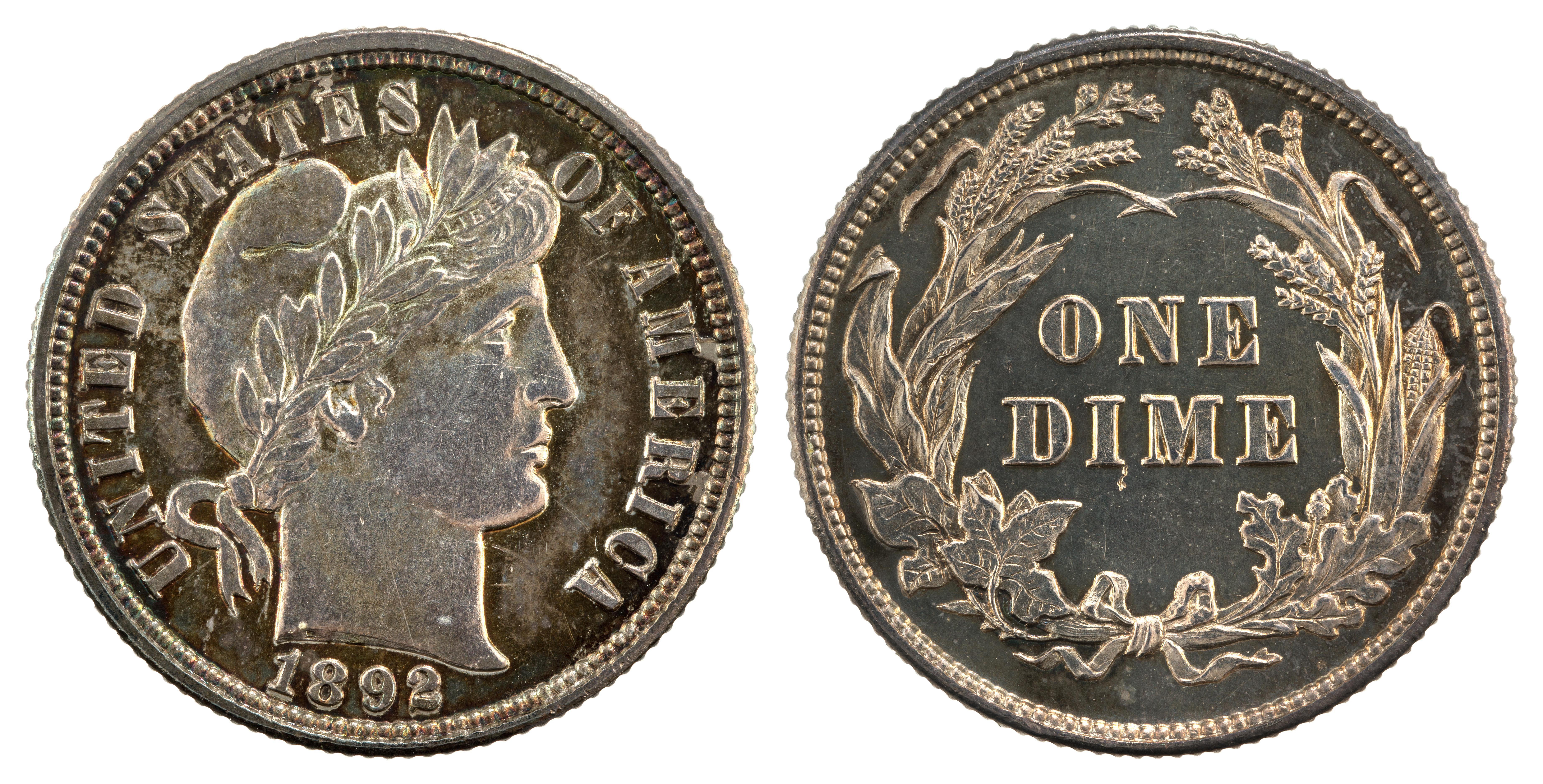

كان الإصدار الرابع من العملة من تصميم تشارلز إ. باربر. وكان وجه العملة الأمامي يحمل كما كانت العادة صورة السيدة ليبرتي ترتدي قبعة فريجية، وإكليل من الغار، ورباط رأس كتبت عليه كلمة «ليبرتي»، ومحاطة بثلاث عشرة نجمة تشير للمستعمرات الأصلية، بينما ظهر على الوجه الآخر من العملة إكليل من الغار يحيط بكلمة «دايم واحد» التي توضح قيمة العملة.

### إصدار ما بين عامي 1916–1945

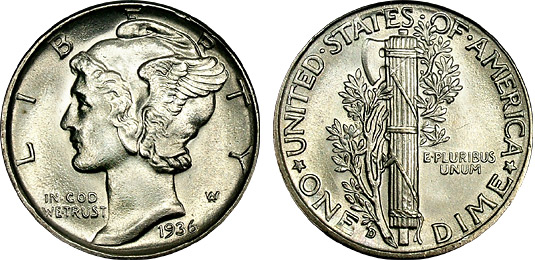

صمم الإصدار الخامس من العملة النحات الأمريكي أدولف أ. واينمان. وقد أطلق عليه الدايم الزئبقي. حمل وجه العملة الأمامي صورة للإلهة الأسطورية ليبرتي التي ترمز للحرية، وعلى الوجه الخلفي من العملة ظهر غصن الزيتون إلى جانب حزمة من الحطب كإشارة لاستعداد الولايات المتحدة الأمريكية للحرب على الرغم من رغبتها في السلام.

### إصدار عام 1946
دعا عضو الكونغرس الأمريكي عن ولاية فرجينيا رالف هـ. داوتون بعد وفاة الرئيس فرانكلين روزفلت في عام 1945 إلى استبدال الدايم الزئبقي بآخر يحمل صورة الرئيس الراحل روزفلت تكريمًا له على جهوده في تأسيس المؤسسة الوطنية لشلل الأطفال (التي سميت فيما بعد باسم مسيرة الدايمات)، والتي نشأت في الأساس لجمع الأموال لأبحاث مرض شلل الأطفال ولمساعدة ضحايا المرض وعائلاتهم.